# Hausbaumhaus

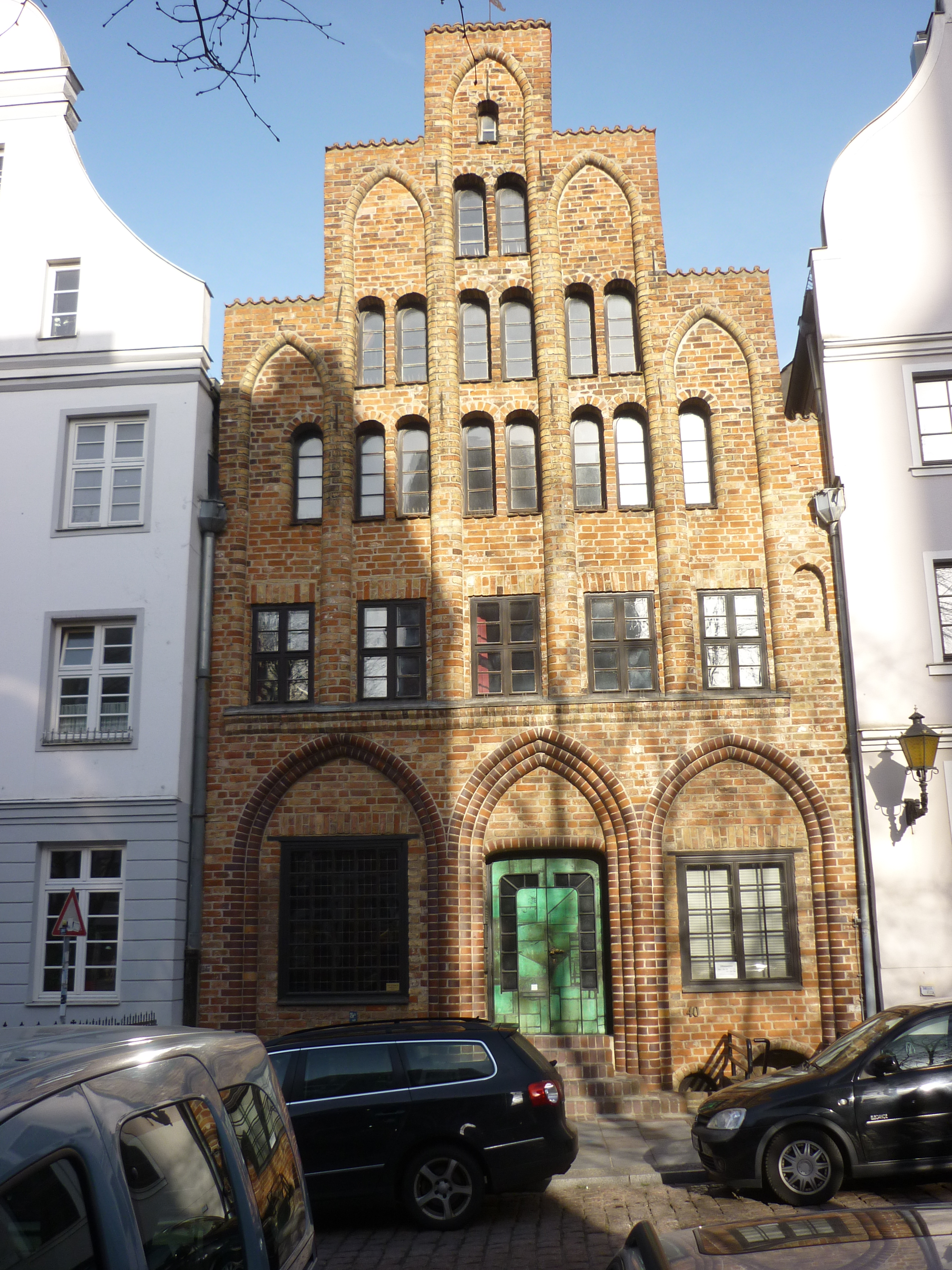
Frontansicht

Das Hausbaumhaus (offizieller Name: Haus der Architekten) ist eines der ältesten weitestgehend erhaltenen Kaufmannshäuser in Rostock und Umgebung aus der Zeit der Hanse. Namensgeber des Bauwerks ist das Bauprinzip des Hausbaums.

## Lage und Umgebung
Das Hausbaumhaus befindet sich in der Rostocker Innenstadt, in der Wokrenterstraße 40. Die Straße verläuft in Nord-Süd-Richtung zwischen der Langen Straße und der Straße Am Strande und ist von der Langen Straße aus ausschließlich zu Fuß zu erreichen. Die Erschließung für Kraftfahrzeuge aus der südlichen Richtung erfolgt über die Straße An der Oberkante.

## Namensgebung

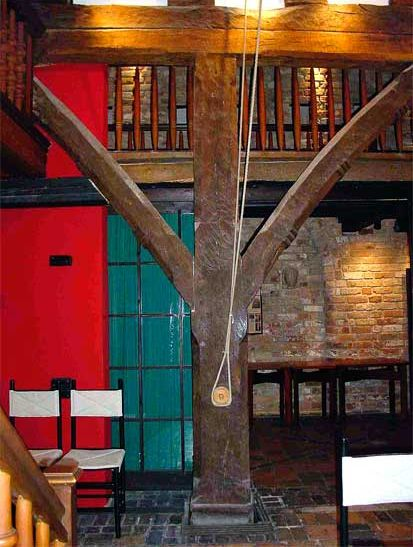
Der Hausbaum trägt die aus starken Balken bestehende Deckenkonstruktion in der Diele.

Der Name des Gebäudes entstand durch den mit verzierten Kopfbändern und einem Unterzug versehenen Hausbaum. Durch die „Äste“ des Hausbaumes werden die Speicherböden gestützt.

## Entstehungsgeschichte
Der spätgotische Bau wurde 1490 errichtet. Die Namen der beteiligten Baumeister sind nicht überliefert. Die hohe Bauform mit der schmalen Fassade zur Straße war typisch für diese Epoche. Ebenso charakteristisch für das Gebäude sind die geschlossene Backsteinfassade und der Blendenstaffelgiebel.

## Konstruktion und Verwendung
Die Tragkonstruktion des Gebäudes aus Holz ähnelt in ihrem Aufbau einem Baum mit sich nach oben hin verästelndem Gebälk. Dieser trägt wesentliche Teile der weitestgehend erhaltenen Holzbalkendecke. Der aus Eiche bestehende Hausbaum steht nahezu in der Mitte des Gebäudes und ruht auf einem großen, im Fundament befindlichen Granitfindling im Keller. Der Hausbaum führt durch zwei Geschosse des Gebäudes und trägt die Kernlast des Bauwerks. Außerdem sorgte er dafür, dass die sich ständig verändernde statische Last der in den Speichergeschossen gelagerten Waren auf das Fundament übertragen wurde. Im oberen Dachgeschoss befindet sich eine Windenanlage mit Wellenrad. Mit dieser wurden die Kaufmannswaren von der Diele aus in die drei übereinander liegenden Lagerböden gehievt.

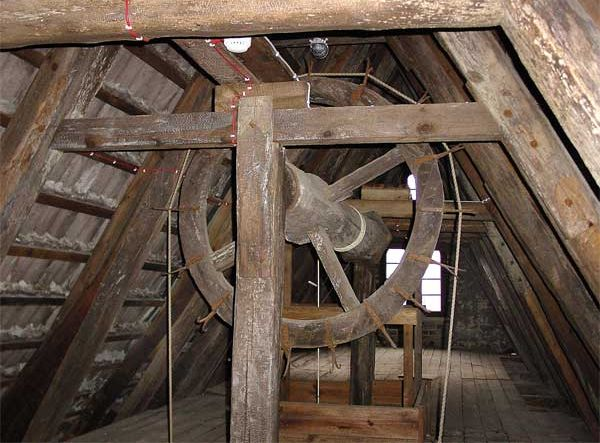
Die Windenanlage mit Wellrad aus dem Mittelalter.

Ein auf dem Hausbaum aufliegender Unterzug mit abstützenden Streben verteilt die gesamte Last der Speichergeschosse. Zur Stabilisierung hat man breite Kopfbänder und Sattelhölzer eingefügt.
Die Straßenfront zeigt den für die Erbauungszeit typischen Staffelgiebel mit fünf Blenden in Backstein. Obwohl im 15. Jahrhundert vermutlich alle Bürgerhäuser eine eingeteilte Stube hatten, wird dieses Haus zum Typ des Wohndielenhauses gezählt. Es besteht aus den oberen Speicherböden und einer Diele, welche die gesamte Gebäudehöhe einnimmt.

## Geschichte des Gebäudes

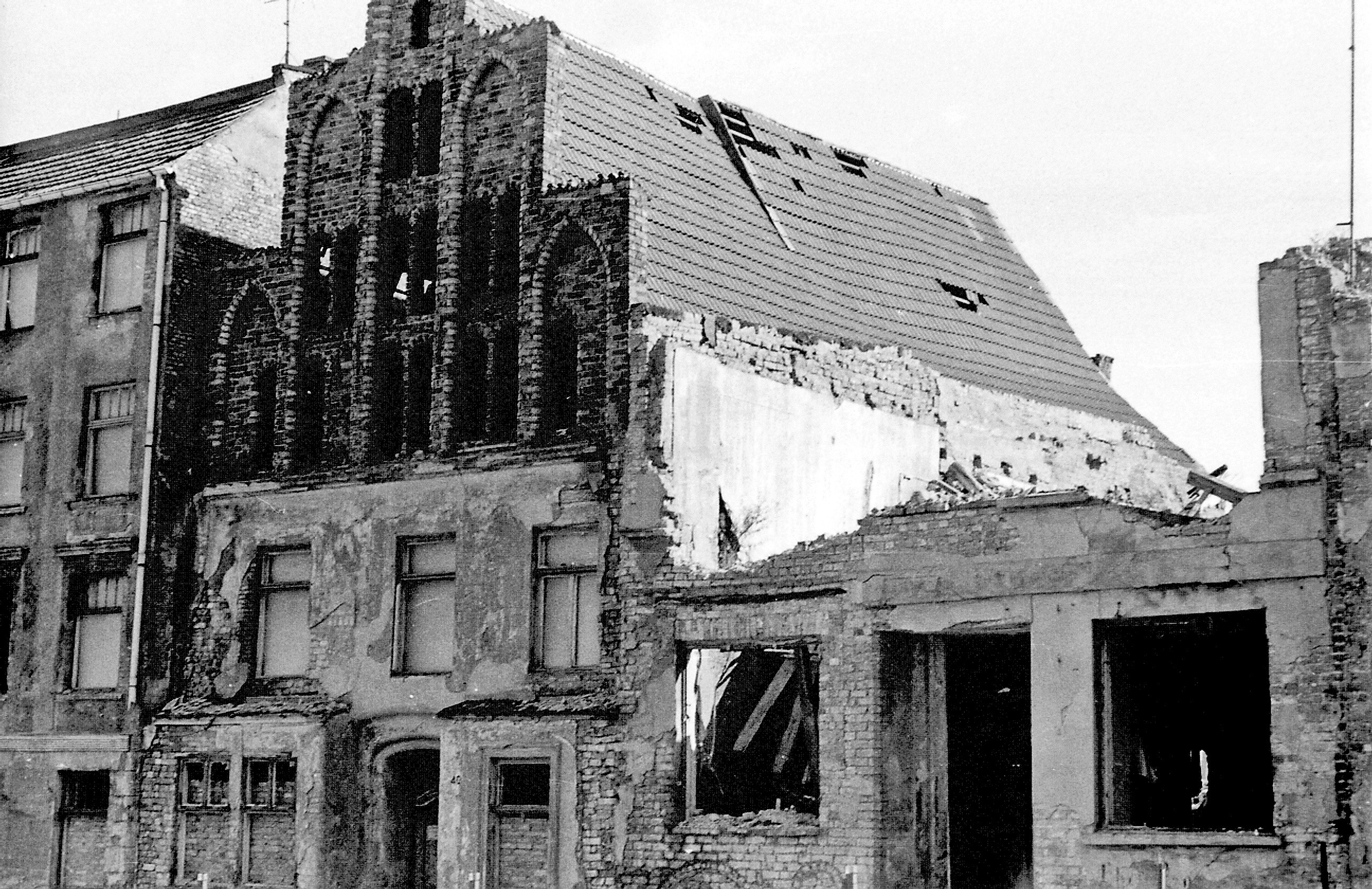
Zustand 1980

Seit der Errichtung wurde das Gebäude vorwiegend als Speicher genutzt, insbesondere die oberen Speicherböden. Während des 17. bis in das 18. Jahrhundert wurden Wohnräume in die unteren Speicherböden gebaut. Es wurden Fensteröffnungen aufgestemmt und die Utluchten angebaut. Zu den Umbauten dieser Zeit gehören auch die Veränderung der Geschosshöhe hinter dem Straßengiebel und das Verputzen der beiden unteren Geschosse des Staffelgiebels.
Um 1625 entstand die zweigeschossige Kemlade, der Hofflügel, die aber 1970 wegen Baufälligkeit abgerissen wurde. Bis 1975 wurde das Gebäude vollständig als Wohnhaus genutzt, ab 1979 allerdings nur noch im vorderen Teil des Hauses. 1980 konnte das Haus wegen seines desolaten Zustands nicht mehr genutzt werden.
Die Rekonstruktion begann im Januar 1981 auf der Grundlage von Entwürfen des Bundes der Architekten (BDA) unter Leitung von Peter Baumbach. Am 17. März 1983 wurde das Gebäude als „Haus der Architekten“ wiedereröffnet. Im Jahr 2002 wurde das Gebäude von der Deutschen Stiftung für Denkmalschutz (DSD) übernommen und zwei Jahre später umfangreich saniert. Heute ist das Gebäude der Sitz des Ortskuratoriums Rostock des DSD. Die Windenanlage aus dem Mittelalter ist erhalten und instand gesetzt. Ähnliche Gebäude stehen unter anderem in Greifswald und Stralsund.